# إرثد
البنجكيشت أو الإرثد (الاسم العلمي:  Vitex)، جنس نباتات مزهرة من فصيلة الشفوية. تضم حوالي 250 نوعًا. وتشمل الأسماء الشائعة «شجرة العفة»، التي تشير تقليديًا إلى كف مريم ولكن غالبًا ماتُطلق على أنواع أخرى أيضًا.
أنواع الإرثد هي أصيلة في جميع أنحاء المناطق المدارية والمناطق الشبه الاستوائية، مع عدد قليل من الأنواع في أوراسيا المعتدلة.
حوالي 18 نوعًا معروفًا بالزراعة. غالبًا ما يتم زراعة كف مريم وشجرة العفة خماسية الأوراق في المناخات المعتدلة. تُزرع حوالي ستة أنواع أخرى في المناطق المدارية. معظم الأنواع المزروعة بمثابة نباتات الزينة. بعضها من أجل خشبها الثمين. تستخدم الأطراف المرنة لبعض الأنواع في نسج السِلال. وتُستخدم بعض الأنواع العطرية لطيب والعطور أو لصد البعوض.